# Ludność Wrocławia

## Liczba ludnościWrocławia
- II poł X w. – 700–900 w ponad 100 domach [1]
- X–XI w. – 2–2,5 tys.   [2][3] w ok. 400 domach[2]
- XII/XIII w. – 5 000   [4][3]
- XIV w. – 13–14 tys.  [4][3]
- XIV w. – 14 000   [2][3]
- 1318 – 13,2–14 tys.   [5]
- 1327 – 12 000   [6][3][7]
- 1329 – 15 950.   [5]
- 1357 – 10 000   [8]
- XIV/XV w. – ok. 21 000   w 850 domach [9]
- 1439 – 19 000   [8]
- XV w. – 23 000   [2][3]  (w tym od ok. 700 do ok. 1 000 duchownych świeckich i zakonników oraz ok. 500 szlachty z rodzinami)[2]
- 1526 – 22 000   [6][3][7]
- 1550 – 21 650   [10][3]
- 1555 – 35 400   [9]
- 1579 – 29 000   [4][3]
- 1640 – 22 500   [5][8]
- 1675 – 30 000   [5]
- 1700 – 40 000
- 1710 – 40 890   [7][9]
- 1747 – 49 986   (według spisu w obrębie murów 33 466, na przedmieściach 16 520[5])
- 1750 – 55 000
- 1756 – 54 774   (według spisu w obrębie murów 36 231, na przedmieściach 18 543[5])
- 1763 – 42 114   (według spisu w obrębie murów 29 575, na przedmieściach 12 539; spadek po III wojnie śląskiej[5])
- 1800 – 52 500   [8]
- 1785 – 50 948   (według spisu w obrębie murów 36 905, na przedmieściach 14 253[5])
- 1799 – 58 270   (według spisu w obrębie murów 44 218, na przedmieściach 14 052[5])
- 1800 – 54 000
- 1808 – 64 500   [8]
- 1811 – 62 504   [11]
- 1819 – 78 135   [7][12]
- 1828 – 84 645  [13],
- 1834 – 91 401   [12]
- 1842 – 100 000   [8]
- 1849 – 110 702
- 1852 – 121 052   [7][12]
- 1863 – 154 600   [8]
- 1868 – 192 100   [8]
- 1871 – 207 997   [12] (w tym 13 916 Żydów)[7]
- 1875 – 239 050   [14]
- 1880 – 272 912   [12][14] (w tym 17 445 Żydów)[7]
- 1885 – 300 000   (z czego 173 000 deklarowało protestantyzm, 109 000 katolicyzm, a 18 000 judaizm[potrzebny przypis])
- 1890 – 335 186   [7][12] (w tym 17 754 Żydów)[14]
- 1895 – 373 200   [8]
- 1897 – 398 000   [8]
- 1899 – 413 000   [8]
- 1900 – 422 709   [12][14] (w tym 19 743 Żydów)[7]
- 1904 – 461 500   [8]
- 1910 – 512 105   [7][14][15] (W 1905 r. w całej rejencji wrocławskiej mieszkało 1 773 869 osób, w tym 50 391 Polaków[15])
- 1911 – 526 200   [8]
- 1919 – 528 260
- 1924 – 555 900   [8]
- 1925 – 557 139   [12] (w tym 23 240 Żydów)[7][14]
- 1933 – 625 198   [12][8] (w tym 20 202 Żydów)[7][14]
- 1939 – 629 565   [7][5]
- 1945 maj – ok. 200 tys.   i ok. 2 tys. Polaków [16]
- 1945 – 243 000   (ok. 200 tys. i ok. 43 tys. Polaków)[17][5]
- 1946 – 170 656   (w tym 57 103 Polaków, z których 26 605 (47%) przybyło w ramach osadnictwa zorganizowanego, reszta indywidualnie (spis ludności)[18] oraz 20 534 Żydów[7])

- 1948 – 295 796   (w tym ok. 2 100 Niemców). 50 865 osób było Polakami przesiedlonymi z Kresów Wschodnich (spis ludności na ziemiach odzyskanych)
- 1950 – 308 925   (spis powszechny)
- 1955 – 378 619
- 1960 – 430 522   (spis powszechny)
- 1961 – 442 700
- 1962 – 451 600
- 1963 – 461 900
- 1964 – 469 400
- 1965 – 474 199
- 1966 – 480 600
- 1967 – 506 100
- 1968 – 512 200
- 1969 – 517 400
- 1970 – 526 000   (spis powszechny)
- 1971 – 531 100
- 1972 – 541 600
- 1973 – 560 300
- 1974 – 568 928
- 1975 – 575 890
- 1976 – 584 500
- 1977 – 592 500
- 1978 – 597 700   (spis powszechny)
- 1979 – 609 100
- 1980 – 617 687
- 1981 – 621 865
- 1982 – 627 068
- 1983 – 631 287
- 1984 – 635 955
- 1985 – 637 207
- 1986 – 639 998
- 1987 – 640 193
- 1988 – 639 138   (spis powszechny)
- 1989 – 642 334
- 1990 – 643 218
- 1991 – 643 640
- 1992 – 640 663
- 1993 – 642 332
- 1994 – 642 917
- 1995 – 641 974
- 1996 – 640 600
- 1997 – 639 399
- 1998 – 637 877
- 1999 – 636 765
- 2000 – 633 857
- 2001 – 634 047
- 2002 – 639 150   (spis powszechny)
- 2003 – 637 548
- 2004 – 636 268
- 2005 – 635 932
- 2006 – 634 630
- 2007 – 632 930
- 2008 – 632 162
- 2009 – 632 146
- 2010 – 632 996   (w tym mężczyźni 294 960, kobiety 338 036)[19]
- 2011 – 630 131   [20]
- 2011 – 631 235   [21]
- 2012 – 631 188   [22]
- 2013 – 632 067
- 2014 – 634 487
- 2015 – 635 759
- 2016 – 637 683
- 2017 – 638 600   [23]
- 2018 – 640 648
- 2019 – 642 869
- 2020 – 643 782   [24]
- 2021 – 672 929   [25]
- 2022 – 673 923

Największą liczebność populacji Wrocław odnotował w 2022 – według danych GUS na dzień 30 czerwca 673 923, wcześniej rekordowy był rok 2020 – 643 782, oraz rok 1991 – 643 640 mieszkańców. Raport o stanie miasta szacował rzeczywistą liczbę mieszkańców w 2020 roku na około 837 tys. Estymatę wykonało Miejskie Przedsiębiorstwo Wodociągów i Kanalizacji (MPWiK) na podstawie średniego zużycia wody na mieszkańca. Według spisu powszechnego z roku 2021 liczba mieszkańców wynosiła 672 929 mieszkańców.

## Powierzchnia Wrocławia

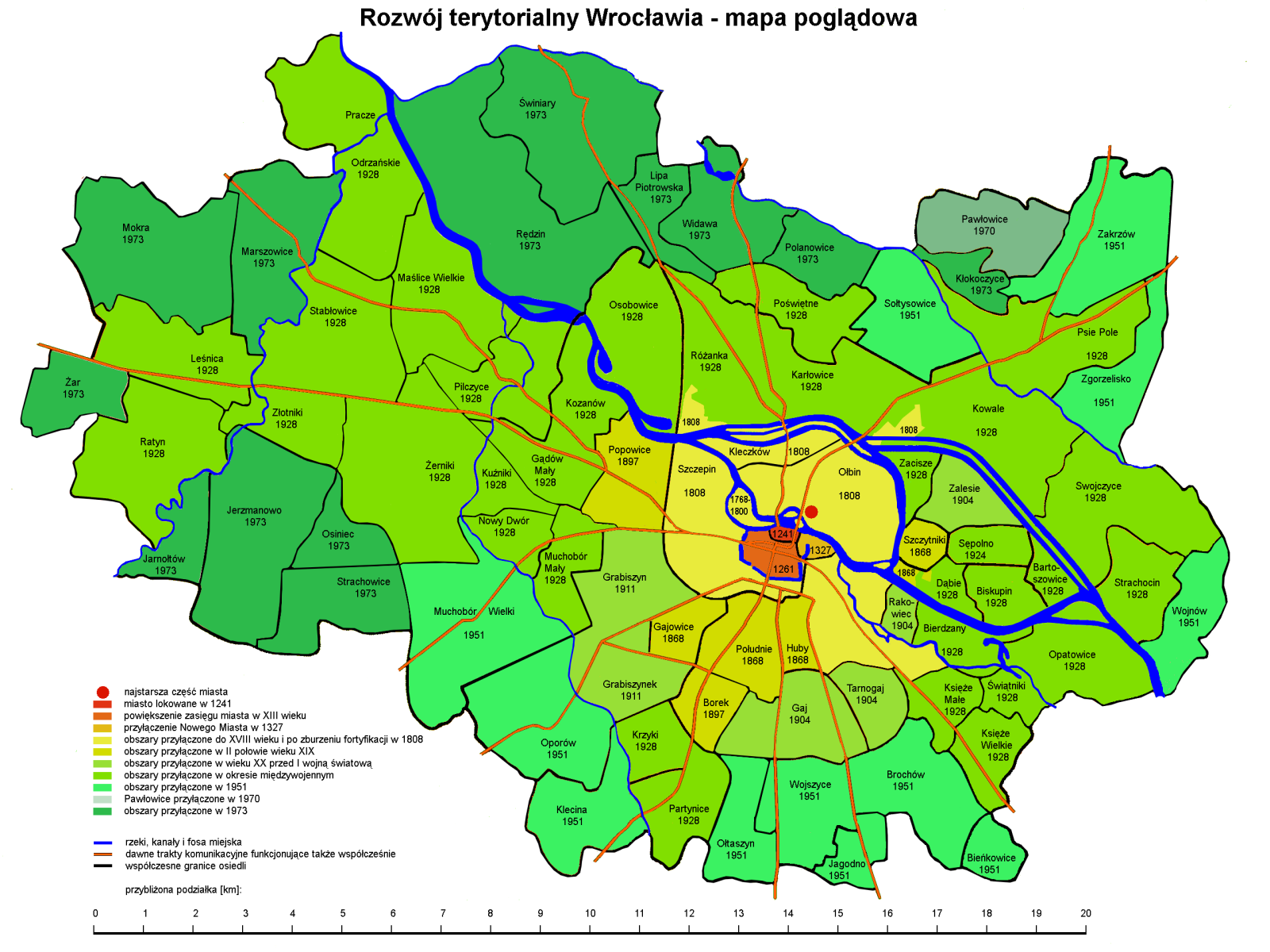
rozwój terytorialny Wrocławia

| do 1261       | [ 8 ] [ 28 ] [ a ] | 0,60 km²   |
| 1261          | [ 8 ]              | 1,20 km²   |
| 1327          | [ 8 ]              | 1,60 km²   |
| 1640          | [ 8 ]              | 1,63 km²   |
| 1768          | [ 8 ]              | 3,50 km²   |
| XV-XVIII wiek | [ b ]              | 3,55 km²   |
| 1808          | [ 29 ]             | 20,48 km²  |
| 1868          | [ 8 ]              | 30,20 km²  |
| 1895          | [ 8 ]              | 30,93 km²  |
| 1897          | [ 8 ]              | 35,76 km²  |
| 1899          | [ 8 ]              | 36,07 km²  |
| 1904          | [ 8 ]              | 42,39 km²  |
| 1911          | [ 8 ]              | 49,20 km²  |
| 1924          | [ 8 ]              | 49,61 km²  |
| 1928          | [ 8 ]              | 174,61 km² |
| 1951          |                    | 225,00 km² |
| 1973          | [ c ]              | 292,80 km² |

## Cudzoziemcy we Wrocławiu
Szacunkowe dane wyliczone na podstawie statystyk liczby połączeń telefonicznych z zagranicą wskazują, że na całym Dolnym Śląsku przebywa ok. 300 tys. Ukraińców (w tym około 80 tys. w samym Wrocławiu). Dane z dolnośląskiego Urzędu Wojewódzkiego wskazują, natomiast, że obywatele Ukrainy złożyli w 2018 r. do Wojewody Dolnośląskiego 14 160 wniosków pobyt czasowy (na 18 360 takich wniosków ogółem), a także 1101 wniosków o pobyt stały (na 1567 ogółem) oraz 122 wnioski o pobyt rezydenta długoterminowego Unii Europejskiej (na 198 ogółem). Obywatele Ukrainy złożyli w 2018 roku łącznie 15 870 wniosków o zezwolenie na pracę (na 27 056 takich wniosków ogółem).
Od czasów rosyjskiej agresji i wojny w Donbasie, czyli od około 2015 roku, liczba Ukraińców we Wrocławiu stale rosła i już w 2017 r. stanowili oni około 10% mieszkańców. Odsetek ten wzrósł znacząco po rosyjskiej inwazji na Ukrainę. Według raportu Unii Metropolii Polskich w kwietniu 2022 Ukraińcy stanowili 23% mieszkańców Wrocławia. W lipcu tego samego roku było to 28%.